# Hanne Haller
Hanne Haller, geboren als Hannelore Haller (Rendsburg, 14 januari 1950 – Tegernsee, 15 november 2005) was een Duitse schlagerzangeres, componiste, tekstdichter, muziekproducente en geluidstechnicus.

## Jeugd en opleiding
Hanne Haller groeide op in Sleeswijk-Holstein als dochter van een bankzakenman en een operazangeres. Tijdens haar schooltijd speelde ze vanaf 1965 in Ronnenberg bij Hannover drums in de band The Rooks. Na afsluiting van haar schooltijd studeerde ze vanaf 1968 sport, maar moest de studie afbreken wegens een zware ziekte. In hetzelfde jaar formeerde ze een gospelkoor. In de jaren 1960 verscheen bij het christelijke label Songs der Frohen Botschaft van de Gerth Medien een single met twee liederen van Siegfried Fietz: Wir sind nur eine Minderheit en Broadway.
Na beëindiging van haar studie begon ze een opleiding tot medisch-technisch assistente, die ze afsloot met een diploma. Daarna was ze werkzaam in het stralen-biochemisch lab van de Universiteit Göttingen. 

## Carrière
In 1971 begon haar muzikale carrière. Producent Georg Moslener produceerde met haar de single Frühling in Vietnam, die zich echter niet doorzette. Ze leerde piano spelen en kon reeds in 1971 haar eerste album Applaus für Hanne Haller opnemen. Dit werk werd echter nooit op de markt gebracht, omdat het platenlabel failliet ging.
Daarna verhuisde ze naar München en leerde daar het beroep van geluidstechnicus. Daarbij kluste ze in verschillende branches en nam ook doorlopend platen op. Aan het einde van de jaren 1970 begon ze ook te componeren. Hiervoor gebruikte ze het pseudoniem Hansi Echer. De zanger Karel Gott publiceerde ten slotte het door haar geschreven nummer Wohin der Wind die Blätter weht. Na enkele verdere singles kreeg ze in 1979 de kans om als zangeres bekend te worden bij een breder publiek. Ze nam deel aan de Duitse voorronden voor het Eurovisiesongfestival 1979 en bereikte een 7e plaats met het nummer Goodbey, Cherie. Daarna volgden verdere plaatopnamen, waarvoor Bernd Meinunger meestal de teksten schreef. Met het door hem geschreven nummer Samstag Abend scoorde ze in 1981 haar eerste hitsucces met de 11e plaats. Daarna richtte ze met Meinunger in 1982 een muziekuitgeverij op. In haar eigen geluidsstudio produceerde Haller, die geen noten kon lezen, sindsdien haar eigen nummers. In hetzelfde jaar kreeg ze ook haar eerste Goldene Stimmgabel, waarna meerdere volgden.
In 1985 ontdekte Haller de band Wind, die met het door haar gecomponeerde lied Für alle een 2e plaats scoorde bij het Eurovisiesongfestival 1985. Na dit succes schreef Hanne Haller ook nieuwe nummers voor andere artiesten (deels onder het pseudoniem Joan Haliver), zoals Shari Belafonte, Daliah Lavi, Elke Martens, Katja Ebstein, Rex Gildo, Lena Valaitis, Caterina Valente, Jürgen Drews, Ingrid Peters, Wolfgang Fierek en Milva. Ze ontdekte ook Rosanna Rocci. Voor Katja Ebstein schreef ze, samen met Ramona Leiß, in 1986 het lied van de ARD-Fernsehlotterie. Voor Wolfgang Fierek schreef ze de hit Resi, i hol di mit mei'm Traktor ab.
Na enkele kleinere successen had Haller haar tweede commerciële hit met Mein lieber Mann (1989, 20e plaats hitparade). Daarna was ze te zien in talrijke tv-programma's en won ze met meerdere schlagers in de hitparaden. In 1992 nam ze deel aan het Duitse Song-Festival Schlager 92 en kon deze wedstrijd winnen met haar nummer Schatz, ich will ja nicht meckern. De door haar ontdekte zanger Leon won met haar nummer Planet of Blue de Duitse voorronden van het Eurovisiesongfestival 1996, maar werd reeds uitgeschakeld in een niet-openbare Europese voorstemming. Bij de Deutsche Schlager-Festspielen 1999 bereikte Haller de 4e plaats met Während Du mich liebst.
In februari 2003 verzorgde Haller haar eerste concert voor meer dan 1200 toeschouwers. Deze start leidde haar naar een tournee in 2004. Daarmee verbonden was na lange tijd weer eens een hit: Vater unser werd door de radiozender vaak gespeeld en het album Mitten im Licht, dat verscheen tijdens de kerstperiode, scoorde voor vier weken in de Media-Control-Album-Charts.

## Privéleven en overlijden
In het midden van de jaren 1990 kreeg ze borstkanker. Ze overleed op 15 november 2005 op 55-jarige leeftijd aan de gevolgen van deze ziekte en werd bijgezet op het kerkhof Egenstedt.
Na haar dood werd een samenstelling van de religieuze liederen (Wir sind nur Gast auf dieser Planet) gepubliceerd, die volgens het platenlabel sowieso gepland was. In 2008 werd bekend dat ze aan het eind van de jaren 1980 al vier jaar een relatie had met de presentatrice Ramona Leiß.

## Onderscheidingen
- 1983: Deutscher Schallplattenpreis van de Phonoakademie
- 1989, 1992, 1997: Goldene Stimmgabel
- 1990: Goldene Note
- 1991: Goldene Schallplatte voor Mein lieber Mann

## Discografie

### Singles
- 1972: An einem heißen Sommertag / Frühling in Vietnam
- 1972: Wir sind nur eine Minderheit / Broadway
- 1974: Alles vorbei / Wo finde ich die Worte
- 1974: Lady Lay / Du bist da
- 1975: Alle Dinge, die uns der Zufall schenkt / Siegfried oder Romeo
- 1976: Lom-Dom-Rom / Ich hab' Sehnsucht
- 1976: Komm, laß uns miteinander reden / Schön wird es sein
- 1978: Das kannst du also auch nicht / Frei geboren
- 1978: Deckel auf – Deckel zu / Und ich bin wieder die Dumme
- 1979: Du nicht und dein Vater auch nicht / Angela
- 1979: Goodbye, Chérie / Das kann doch nicht wahr sein
- 1980: Samstag Abend / Vollmond
- 1980: Ich warte hier unten / Wenn du willst
- 1981: Geh nicht / Halbe Portion
- 1981: Weil du ein zärtlicher Mann bist / Du fehlst mir
- 1982: Ja, ich lieb dich / Klaus
- 1982: Du und ich / Du bist hier
- 1982: Ich halte durch / Ja, ich lieb dich
- 1983: Die Nacht der Wölfe
- 1983: Engel fallen nicht vom Himmel
- 1984: So long und Good-bye / Eines Tages
- 1985: Der Sandmann / Gern allein
- 1985: Zeit Für Ein Bisschen Zärtlichkeit
- 1986: Starke Frauen weinen heimlich
- 1987: Eine Wahnsinns Love Story
- 1988: C'est la vie (Gefühle im Bauch)
- 1988: Hallo, lieber Gott
- 1988: Weil du ein zärtlicher Mann bist / Umarme mich / Samstag abend / Starke Frauen weinen heimlich
- 1989: Mein Gott, was Männer alles tun
- 1989: Mein lieber Mann
- 1990: Komm doch noch rein auf einen Kaffee
- 1990: Bratkartoffeln mit Spiegelei
- 1990: Schlagersahne
- 1991: Am Tag, als die Liebe zu mir kam
- 1991: Tanz mit mir
- 1991: Willkommen im Leben
- 1992: Schatz, ich will ja nicht meckern
- 1992: Du bist der Beginn
- 1992: Du bist einmalig
- 1992: Ram Tam Tam Weihnachten fängt an
- 1993: Einmal noch in deinem Arm
- 1994: Trag' doch dein Bett in die Kneipe
- 1995: Für immer du
- 1996: Ich vermiss' dich
- 1996: I Love You
- 1997: Hallo Tag
- 1998: Max
- 1998: Für alle Träumer
- 1999: Grenzenlos
- 1999: Während du mich liebst
- 2001: Hellwach 2001
- 2001: Meine Welt hat Flügel

### Albums
- 1976: Komm, laß uns miteinander reden
- 1980: Na und
- 1981: Stärker als ich
- 1982: Augenblicke
- 1984: Eines Tages…
- 1985: Gefühlsroulette
- 1986: Ganz normale Frau'n
- 1988: Liebe usw.
- 1988: Zeit für ein bißchen Zärtlichkeit
- 1989: Hallo, lieber Gott
- 1989: Mein lieber Mann
- 1990: Bratkartoffeln mit Spiegelei
- 1991: Willkommen im Leben
- 1994: Liebe hin – Liebe her
- 2003: Mitten im Licht
- 2004: Gute Nachricht
- 2005: Wir sind nur Gast auf dieser Welt

### Compilaties
- 1981: Applaus für Hanne Haller
- 1987: Love Story
- 1987: Star Festival
- 1987: Golden Stars
- 1990: Star Gold – Die großen Erfolge
- 1990: Starke Frauen weinen heimlich
- 1991: Weil du ein zärtlicher Mann bist
- 1991: Star Collection – Wilde Jahre
- 1991: Du bist der Mann, den ich mag
- 1991: Willkommen im Leben
- 1992: Einmalig – Ihre größten Erfolge
- 1992: Fröhliche Weihnacht
- 1992: Überall ist Bethlehem
- 1993: Immer mittendrin
- 1993: Meisterstücke
- 1993: Die großen Erfolge
- 1994: Wilde Jahre
- 1996: Verdammt ehrlich
- 1996: Ja, ich lieb dich
- 1997: Szene Star (Die großen Erfolge)
- 1999: Mein lieber Mann
- 1999: Ungeschminkt
- 2001: Ihre größten Erfolge
- 2001: Hellwach
- 2002: Ich habe Sehnsucht
- 2002: Schön wird es sein
- 2003: Nur das Beste
- 2005: Willkommen im Leben
- 2007: Mitten im Licht / Gute Nachricht
- 2007: Hautnah
- 2007: LIVE – So long und goodbye
- 2007: Ihre schönsten Lieder
- 2008: Goldstücke
- 2008: Die schönsten Lieder
- 2008: Die unvollendeten Lieder
- 2009: Star Edition
- 2011: Die Liebe ist unsterblich
- 2015: Das Mädchen am Klavier

- Gemeinsame Normdatei: 130530549
- International Standard Name Identifier: 0000 0000 5543 7200
- MusicBrainz: d194327f-8d68-4960-bad8-ae5504555393
- Virtual International Authority File: 28180255
- WorldCat: E39PBJdgVWWqWWWQkPKCtVpQMP